# Elecciones presidenciales de Uruguay de 1856
Las elecciones presidenciales de 1856 fueron las sextas elecciones presidenciales celebradas en el inestable Estado Oriental del Uruguay. Estas se realizaron el 1 de marzo de 1856 para elegir al presidente de la república en el período comprendido entre el 1 de marzo de 1856 al 1 de marzo de 1860

## Antecedentes
Se presentaron como principales candidaturas las de César Díaz, Florentino Castellanos (impuesta por brasileños según sospechas) y la apoyada por Manuel Oribe y Venancio Flores, la de Gabriel Antonio Pereira.

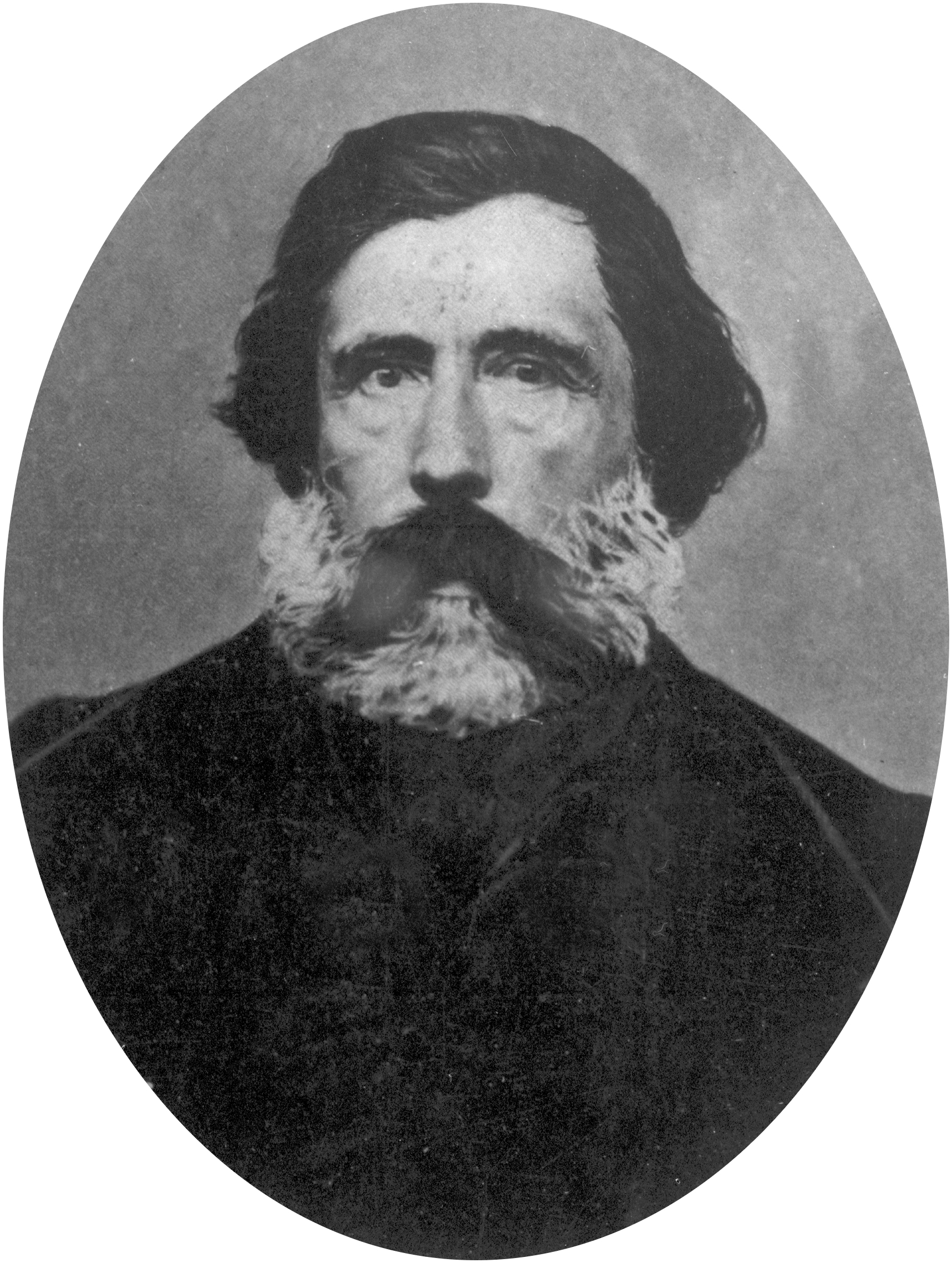
Venancio Flores

Venancio Flores sacó tropas a las calles entre los días de la elección para mostrar fuerza y presión, lo que atemorizó a muchos legisladores que por ello decidieron faltar del miedo, 3 de estos podrían haber acudido a los comicios pero serían desterrados al igual que varios civiles en ese momento.

## Sistema Electoral
El sufragio solo lo ejercían los miembros de la asamblea general. El voto no era secreto, ya que los Diputados y Senadores tenían que firmar su balota.

## Resultados
| Candidato               | Partido                       | Votos | %     |
| ----------------------- | ----------------------------- | ----- | ----- |
| Gabriel Antonio Pereira | Partido Colorado (Fusionista) | 24    | 72.73 |
| Florentino Castellanos  | Partido Colorado              | 7     | 21.21 |
| José Eugenio Ellauri    | Partido Colorado              | 1     | 3.03  |
| Juan Miguel Martínez    | Partido Colorado              | 1     | 3.03  |
| Total                   | Total                         | 33    | 100   |
| Fuente:                 |                               |       |       |

## Consecuencias
Se establecería otro gobierno fusionista y de unidad, sin embargo, el sector conservador colorado volvería a rebelarse. La rebelión terminaría en una masacre histórica.
Por primera vez en la historia uruguaya, un presidente concluyó su mandato.